# Genoveva-Gymnasium
Das im Kölner Stadtteil Mülheim an der Genovevastraße gelegene städtische Genoveva-Gymnasium (deswegen umgangssprachlich „Geno“ oder bis Anfang 2008 noch offiziell: Städtisches Gymnasium Genovevastraße) wurde im Jahr 1876 gegründet. Heute setzt es seinen Schwerpunkt auf die Integration von Schülern mit Migrationshintergrund.

## Geschichte
Bereits seit 1830 bestand in der damals selbständigen Stadt Mülheim am Rhein eine öffentliche weiterführende Bürgerschule (aus dem später das Rhein-Gymnasium hervorging), die zunächst bis zur Revolution von 1848/49 auch die Mädchen besuchten. Diese Einrichtung hatte für die aufstrebende Industriestadt Mülheim, die in erster Linie auf qualifizierten Nachwuchs für Handel und Gewerbe angewiesen war, einen hohen Stellenwert. Zeitgleich mit der Revolution wurde jedoch die Koedukation beendet und aus der Anstalt eine reine Jungenschule.
Ab 1876 wurde dann die Genoveva-Schule als Höhere Töchterschule eingerichtet und war im Rechtsrheinischen die einzige öffentliche Schule ihrer Art im Umkreis von 20 Kilometern. Selbst in der damaligen großen Nachbarstadt Köln existierte bis 1870 keine städtische Höhere Mädchenschule. Aus der Mülheimer Höheren Töchterschule ging dann das (Ober-)Lyzeum bzw. das Mädchen-Gymnasium hervor.
Zwischen 1946 und 1954 besuchten die Jungen des 1830 gegründeten Realgymnasiums allerdings das Genoveva-Gymnasium, wo sie im „Schichtbetrieb“ unterrichtet wurden. Im Jahre 1972 wurde die Koedukation eingeführt. Aufgrund ihrer Lage hat die Schule einen deutlich überdurchschnittlichen Anteil an Schülern mit Migrationshintergrund.

## Schulprofil
Das Gymnasium versteht sich als weltoffene Schule und zeichnet sich besonders durch Vielfalt im Rahmen des erweiterten Fremdsprachenangebots aus. Denn zu den üblichen Fremdsprachen, Englisch, Latein und Französisch kommen die Sprachen Türkisch und Spanisch hinzu.
Pro Schuljahr führt die Schule im Rahmen des Ganztagsunterrichts jeweils eine Klasse als Profilklasse Tanz ein. Zusätzlich zum regulären Unterricht erhalten die Schüler dieser Klasse eine tanzpädagogische Ausbildung. Bei dieser Ausbildung handelt es sich um ein benotetes Pflichtfach, das in den organisatorischen Verantwortungsbereich des Genoveva-Gymnasiums fällt.
Für die Sekundarstufe I bietet die Schule Ganztagsplätze an. Die Schüler sind von acht Uhr bis 16 Uhr in der Schule. Neben dem Unterricht bleibt dadurch Zeit für gemeinsame Aktivitäten; so bereiten sich die Kinder ihr Mittagessen zu, spielen zusammen und fertigen unter Aufsicht ihre Hausaufgaben an. Alle Ganztagskinder haben das zusätzliche Unterrichtsfach Tanz.
Das Gymnasium bietet ab Anfang 2009 freiwillige Schulkleidung an. Dabei werden verschiedene Modelle angeboten: Polo-Shirts, Kapuzenjacken und T-Shirts. 
Seit 2014 gehört das Genoveva-Gymnasium dem Netzwerk Schule ohne Rassismus - Schule mit Courage an. 

## Bekannte Absolventen
- Alper Öner (* 1976), Kardiologe und Wissenschaftler

## Preise
Das Genoveva-Gymnasium wurde 2011 beim Deutschen Schulpreis mit dem Preis der Jury ausgezeichnet. Es ist die erste Kölner Schule, die beim Deutschen Schulpreis eine Anerkennung erhielt. 2017 wurde das Gymnasium mit dem Titel „Schule ohne Rassismus – Schule mit Courage“ ausgezeichnet.